# Alain Anziani
Alain Anziani (ur. 30 maja 1951 w Paryżu, zm. 19 lipca 2025) – francuski adwokat, polityk Partii Socjalistycznej, senator.

## Działalność publiczna
Od 2014 do 2025 był merem Mérignac. W okresie od 2008 do 2017 zasiadał w Senacie reprezentując departament Żyronda. Od 2020 do 2024 był prezydentem metropolii Bordeaux.